# Corkscrew (programa)
Corkscrew (em português, "saca-rolhas") é um programa que permite ao usuário encapsular conexões TCP arbitrárias, através da maioria dos servidores proxy HTTP e HTTPS. Combinado com os recursos do SSH, como o redirecionamento de portas, isso pode permitir que muitos tipos de serviços sejam executados com segurança pelo SSH por meio de conexões HTTP.
Servidores Proxy Suportados:
- Gauntlet
- CacheFlow
- Internet Junkbuster
- Squid
- Apache mod_proxy